# Darwins groda
Darwins groda (Rhinoderma darwinii), är en liten groda på endast tre centimeter vars hane passar äggen i sin strupsäck.
Arten förekommer i centrala Chile och kanske i angränsande regioner av Argentina. Den lever i låglandet och i bergstrakter upp till 1340 meter över havet. Exemplaren vistas i träskmarker och i skogar med träd av släktet Nothofagus. Honan lämnar äggen i ett skikt av mossa eller löv.
Honan överlämnar de 30 äggen till hanen och låter honom vakta ungarna och förse dem med näring. Under pappans vård genomgår ungarna en förvandling från ägg till grodlarv och sedan till minigroda . Efter de 50-70 dagar som det tar för detta att ske, så "hostar" hanen ut dem ur munnen.
Beståndet hotas av torka och av aktiva vulkaner. IUCN listar arten som starkt hotad (EN).